# 진막항
진막항은 전라남도 여수시 삼산면 초도리 진막마을 인근에 있는 어항이다. 2007년 8월 8일 어촌정주어항으로 지정하여 관리하고 있다. 시설관리자는 여수시장이다.

## 어항 구역
- 수역: 북위 34°13′33″, 동경 127°13′59″의 지점에서 S45°W방향으로 290m점과 이 점에서 S45°E방향으로 100m점과 이 점에서 N50°E방향으로 165m점과 이 점에서 S10°E방향으로 육지부를 연결하는 선을 따라 형성된 공유수면[1]

## 어항 시설
- 방파제 193m, 선착장 23m

## 기본 계획
- 방파제 193m, 선착장 23m, 호안도로 80m[1]

## 정비 계획
- 호안도로 80m[2]

## 주요 어종
- 전복, 해삼, 소라